# Dialogue – Le Parti des Verts
Dialogue – Le Parti des Verts (hongrois : Párbeszéd – A Zöldek Pártja
, prononcé [ˈpaːrbɛseːd ɒː ˈzøldɛk ˈpaːrcɒ], PM) ou dans sa version courte Dialogue (Párbeszéd) est un parti politique hongrois écologiste de centre gauche, issu d'une scission avec La politique peut être différente (LMP). Le PM fait partie de la coalition Ensemble 2014, autour de l'ancien Premier ministre Gordon Bajnai.

## Idéologie
Le 15 février 2015, le parti a annoncé dans une conférence de presse qu’il lutterait pour la mise en place d’un revenu de base dans le pays. L’annonce a fait suite à un vote du congrès du parti où 90 % des membres ont voté en faveur de la réforme.
Selon la proposition, les enfants recevraient autour de 80 euros par mois, les adultes 160 euros et les jeunes mères 240 euros. Le parti a promis de présenter des calculs plus détaillés pour soutenir la faisabilité de leur proposition dans les mois à venir.
Le seuil de pauvreté en Hongrie est estimé aux alentours de 200 euros pour un célibataire, 830 euros pour une famille de deux parents avec deux enfants. La Hongrie est l’un des rares pays de l’Union européenne qui ne dispose d’aucun système de revenu minimum garanti.
Selon la coprésidente Tímea Szabó, qui représente le parti au Parlement hongrois, le pays est « terriblement malade », avec une souffrance et un manque de perspectives se répandant comme un cancer à travers la société. Dans cette situation, le revenu de base est aussi la promesse d’une « Hongrie vivable », qui produirait aussi des effets économiques positifs, c’est-à-dire encouragerait l’investissement et créerait des emplois en renforçant la demande.
Gergely Karácsony, coprésident du parti, a souligné qu’un tel modèle conduirait à une transformation substantielle des aides existantes, réduisant ainsi la bureaucratie et améliorant la sécurité de l’existence pour tous les citoyens. Il a expliqué que tous les citoyens seraient éligibles au revenu de base, cependant qu’il ne serait pas synonyme de revenus plus élevés pour les classes aisées à partir du moment où il viendrait avec la disparition de l’actuel impôt forfaitaire sur le revenu au profit d’un modèle progressif.

## Dirigeants

### Coprésidents
- Gergely Karácsony et Tímea Szabó (depuis 2013)

## Résultats électoraux

### Élections parlementaires
| Année | Députés | Votes     | %       | Rang | Gouvernement |
| ----- | ------- | --------- | ------- | ---- | ------------ |
| 2014a | 1 / 199 | 1 290 806 | 25,6 %  | 2e   | Opposition   |
| 2018c | 5 / 199 | 682 602   | 11,91 % | 3e   | Opposition   |

### Élections européennes
| Année  | Députés | Votes   | %   | Rang | Groupe    |
| ------ | ------- | ------- | --- | ---- | --------- |
| 2014b  | 1 / 21  | 168 076 | 7,3 | 5e   | Verts/ALE |
| 2019 c | 1 / 21  | 229 551 | 6,6 | 4e   | Verts/ALE |

a Au sein de Unité.

b Liste commune avec Ensemble 2014.

c Liste commune avec le Parti socialiste hongrois.